# 曹妃甸区
曹妃甸区是中国河北省唐山市所辖的一个市辖区。原为唐海县，2012年7月，国务院批准撤销唐海县设立曹妃甸区，和丰南区滨海镇合并，设立曹妃甸区。规划面积1943.72平方公里，政府驻地在唐海镇垦丰大街23号。

## 历史
原為中國河北省唐山市以南80公里处一座帶狀的小沙島，据说当年唐太宗东征时,一为姓曹的妃子死于此地，因此建立了一座曹妃廟，岛因此得名。自1993年开始筹建一個中國新工業區，2005年10月8日正式成立管委会，作为唐山市政府的派出机构，开始了大规模的建设工作。2006年7月29日，胡錦濤視察曹妃甸時指出：“曹妃甸是一塊黃金寶地”。

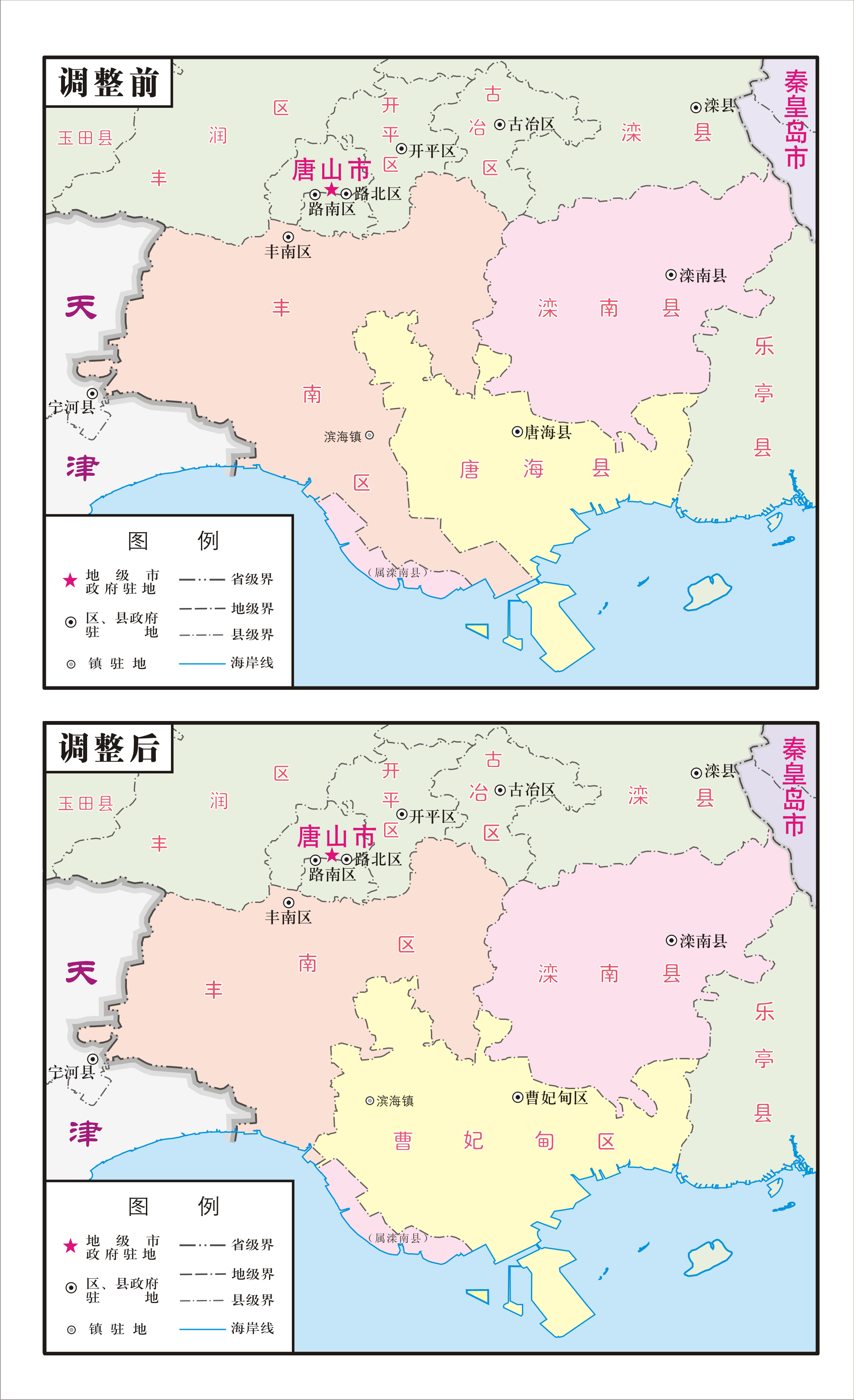
曹妃甸区设立前后行政区划对比

2012年7月，国务院批准设立唐山市曹妃甸区，行政区划包括原来的唐海县全境、曹妃甸工业区、生态城、柳赞镇、滨海镇。
2015年1月，曹妃甸工业区党工委委员、管委会副主任王永山涉嫌违纪违法，接受组织调查。
2016年，天津市人民政府与河北省人民政府联合申报将曹妃甸区纳入天津自贸试验区，成为天津自贸区河北曹妃甸片区，但最终计划流产。2019年8月，国务院批复成立中国（河北）自由贸易试验区，曹妃甸区正式纳入河北自贸区范围，成为河北自贸区曹妃甸片区。

## 人口
2021年，总人口为35.21万。
截至2022年末，曹妃甸區常住人口36.18萬人，比上年末增加0.71萬人。常住人口城鎮化率85.24%，比上年增長0.38個百分點。

## 行政区划[10]
- 街道办事处：希望路街道、垦丰街道、中山路街道
- 镇：唐海镇、柳赞镇、滨海镇
- 类似乡级单位：第一农场、第三农场、第四农场、第五农场、第六农场、第七农场、第八农场、第九农场、第十农场、第十一农场、八里滩养殖场、十里海养殖场
- 功能区：南堡经济开发区、曹妃甸工业区、曹妃甸新城

其中，希望路街道、滨海镇由南堡经济开发区托管。

## 交通
- 228国道过境。

## 南堡油田
南堡油田，隶属于中国石油天然气集团公司，是位于曹妃甸区的油田。2007年5月3日，中石油高调宣称冀东南堡油田油气总储量为10.2亿吨，探明储量4.05亿吨，约为30亿桶，媒体称之为“40多年来中国石油勘探最激动人心的发现”。但数月之后，被证实其实际储量远小于这一数据，该油田经济可采储量仅为6.35亿桶。2010年5月，路透社报道，冀东南堡油田储量低于预期。2013年，蒋洁敏被双规后，南堡油田被认为是其在中石油任内的“注水政绩”。香港苹果日报指蒋洁敏是骗局的罪魁祸首。